# Siech
Siech (ros. Сех) – wieś w Rosji, w Dagestanie, w rejonie gunibskim. W 2010 liczyła 288 mieszkańców, głównie Awarów.